# Josip Stritar

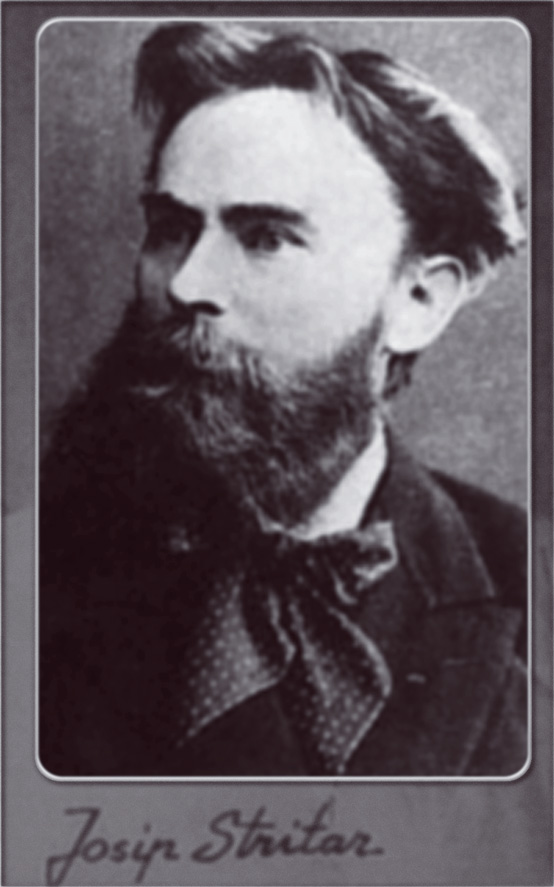

Josip Stritar (Podsmreka pri Velikih Laščah, 6 mei 1836 – Rogaška Slatina, 25 november 1923) was een Sloveens schrijver en dichter. Zijn werk valt op de grens tussen de romantiek en het realisme.

## Leven
Stritar liep school in Ljubljana en was een uitstekend leerling. Na zeven jaar verliet hij het instituut omdat hij niet aan de voorwaarden voor het priesterschap voldeed.
In Ljubljana leerde hij ook Fran Levstik kennen. Na school te lopen in Ljubljana, vertrok hij naar Wenen waar hij klassieke linguïstiek studeerde en zijn brood verdiende met het lesgeven bij rijke Weense families. Hij gaf financiële steun aan enkele armere collega-studenten en reisde heel Europa door.
Na zijn diploma behaald te hebben werd hij professor in Wenen. Op het einde van de Eerste Wereldoorlog kwam hij in financiële moeilijkheden terecht. De Sloveense overheid schonk hem daarop een huis in Rogaška Slatina, waar hij op hoogbejaarde leeftijd stierf.

## Werk
Stritar was een zanger, schrijver en volkskundige. Hij schreef verhalen, liedjes, toneelstukken, kritieken, essays, satire en jeugdliteratuur.
Zijn dichtend werk bestaat vooral uit liedjes, die hij in 1869 uitgaf onder het pseudoniem Boris Miran. Zijn Weense sonnetten, een vijftigtal, bevatten naar het voorbeeld van de Duitse dichter Friedrich Ruckert satire gericht tegen de oude Sloveense generatie.
Daarnaast schreef hij ook nog enkele romans. Bovendien was hij al op zeer jonge leeftijd een actief dichter. Zijn eerste tekst schreef hij reeds in 1849. Zijn poëzie is sterk verbonden met zijn eerste pogingen tot dramatiek.
Later vond hij zijn roeping in de literatuurkritiek.
Ook met zijn verhalend werk poogde hij zijn literaire mening uit te drukken. Hij creëerde daarom een vertelkunst die origineel was in idee en stijl.
In  1866 bracht Stritar, samen met Levstik en Jurčič, een heruitgave van het werk van Prešeren. Bij deze uitgave werd een inleiding geschreven, waarin het uitzonderlijke talent en verhevenheid van Prešeren werd benadrukt.

### Jeugdwerk
In teksten, die we als jeugdwerk kunnen beschouwen, beschrijft Stritar belangrijke momenten uit het leven van de boerenkinderen van Dolenjska midden negentiende eeuw. Hij wilde de verhoudingen van de kinderen tot de ouders, de dieren, de school en de armoede tonen. Via de oudste Sloveense uitgeverij, de Mohorjeva družba in Klagenfurt, gaf hij vier boeken uit:
- Pod lipo- Stritar zag het boek als een concept om verhalend proza en verzen met elkaar te combineren. De schrijver concentreert  zich heel sterk op het schoolleven en opvoeding van de kinderen en maakt nauwelijks vermelding van enig vermaak of ontspanning.

- Jagode-Het meest geslaagde verhaal van dit boek over het boerenleven is dat van Janko Bože, waarin in  de stijl van volkssprookjes Stritar vertelt over een verguisde, maar succesvolle jongste broer. Het handelt verder over het werk op het land, de handarbeid en het gezinsleven.

- Zimski večeri- Winteravonden is een verzameling van wijsheden over onderwijs en opvoeding alsook liedjes over gebeurtenissen in de natuur en het boerenleven. Het is uitdrukkelijk een educatief boek met inbegrip van fabels en raadsels.

- Lešniki- Een vervolg op het vorige werk met als doelgroep de opgroeiende jeugd.